# Міхаліс Какоянніс
Міхаліс Какоянніс (грец. Μιχάλης Κακογιάννης), *11 червня 1922, Лімасол, Кіпр — † 25 липня 2011, Афіни, Греція) — грецький кінорежисер.

## Біографія
1939 року батько направив Міхаліса Какоянніса в Лондон, аби той став адвокатом. Однак після випуску BBC World Service грецькомовних програм в ході Другої світової війни, Какоянніс зацікавився кінематографом. Він вступив до театральної школи Олд-Вік і був відомим на початку своєї кар'єри як Майкл Янніс. Після того, як не зміг знайти собі роботу у рехах британської кіноіндустрії, Какоянніс повернувся до Греції. Тут 1953 року він зняв свій перший фільм «Windfall in Athens». Йому запропонували стати режисером стрічки «Reflections in a Golden Eye», де в головних ролях мали зніматись Елізабет Тейлор і Марлон Брандо, проте Какоянніс відмовився.
1964 року Міхаліс Какоянніс зняв свою найвідомішу кінострічку «Грек Зорба», пізніше 1983 року він був залучений до постановки однойменного мюзиклу на Бродвеї, заснованого не стільки на романі Нікоса Казандзакіса, а на фільмі Какоянніса. Більшість подальших праць режисера ґрунтувались на класичних творах давньогрецької літератури, особливо грецьких трагедій Евріпіда.
Какоянніс був номінований на премію «Оскар» 5 разів, що стало рекордом для кіпріотських митців: за найкращу режисерську роботу, найкращий адаптований сценарій і найкращий фільм «Грек Зорба», а також за найкращий іноземний фільм — стрічки для «Електра» й «Іфігенія».
2003 року Міхаліс Какоянніс заснував Фонд «Міхаліс Какоянніс», основним напрямком діяльності якого є сприяння розвитку національного грецького театрального мистецтва та кінематографу.

## Фільмографія
- Вишневий сад (1999): режисер, сценарист, продюсер
- Pano kato ke plagios (Вгору, вниз і в боки) (1993): режисер, сценарист, продюсер
- Glykeia patrida (Солодка країна) (1986): режисер, сценарист, продюсер
- Іфігені (1977): режисер, сценарист
- Атілла '74 (1975): режисер, продюсер
- Троянки (1971): режисер, сценарист, продюсер
- Otan ta psaria vgikan sti steria (День, коли вийшла риба) (1967): режисер, сценарист, продюсер
- Алексіс Зорбас (Грек Зорба) (1964): режисер, сценарист, продюсер
- Електра (1962): режисер, сценарист, продюсер
- Il Relitto (Безпритульний) (1961): режисер, сценарист
- Eroica (або Наша остання весна) (1960): режисер, сценарист, продюсер
- To telefteo psemma (Справа честі) (1957): режисер, сценарист, продюсер
- To koritsi me ta mavra (Дівчина в чорному) (1956): режисер, сценарист
- Стелла (1955): режисер, сценарист, продюсер
- Kyriakatiko xypnima (або Буревій в Афінах) (1954): режисер, сценарист